# 虫は死ね
『虫は死ね』（むしはしね）は、1963年（昭和38年）11月10日にTBS系列「東芝日曜劇場」にて放送された単発のテレビドラマ。制作は北海道放送（HBC）。安部公房が脚本を書き、市原悦子が主演を務めた。
撮影は、同年の9月14日から21日まで、羊蹄山の麓の真狩村を中心にオール・ロケーションで行なわれた。全編フィルム収録。
昭和38年度芸術祭奨励賞受賞作品。ドラマ本編の映像は保存されており、横浜市の放送ライブラリーにて無料で閲覧することができる。脚本テキストは1964年（昭和39年）、現代芸術協会雑誌「テレビドラマ」に掲載された。

## あらすじ
ある農家の夫婦の元に、主人の姪の愛子が手伝いにやって来る。愛子は男との別れ話のもつれから気がふれ、果物ナイフで男に切りつけて精神病院に入院していた。田舎にやって来てほっとする愛子は意外にほがらかで、主人は愛子にいたわりの感情を持つが、妻の方はいろいろと事件のことを根掘り葉掘り聞きだそうとする。そのとき、食卓に飛んできた蛾を叩きつぶそうとする妻の手を、愛子は衝動的に強く払いのけ食器類がころがり落ちた。愛子はあやまるが、妻は愛子ばかりを庇う夫にいやな気分になる。
ある日、妻は愛子の掌の血まめの手当てをする夫を見て、徐々に愛子に反感を持つようになる。そんな折、原野にイナゴが大量発生し、対策を講じるために村人や主人が役場に集まった。営林署の技師を呼んでスプレア機で害虫駆除薬を噴霧することとなったが、技師が村にやって来る日、妻は愛子に昼食用として鶏をしめるよう命じる。鶏をなかなか捕まえられず、道に飛び出した愛子を、ちょうど技師たちを乗せたジープで戻ってきた主人が見つけて一緒に家に連れ帰る。愛子を擁護する主人と妻が険悪になり、愛子は再度鶏しめを試みようと鎌を手に鶏のいる庭に行った。鶏を追う愛子に妻は急ぐよう促し、虫も鳥も殺せないお姫様みたいなきれい事で男をたぶらかすなんて淫売と同じだ、平気で人を殺せる人間の方がそんなふうに猫をかぶっているんだと激しく罵倒し、泥棒猫のくせに虫を殺せないのは、自分が虫だからだ、あんたは害虫なんだよと狂ったようになじった。愛子は耳をふさぎ絶叫する。
技師が薬を噴霧するスプレア機に乗って試しに主人の家に来た。珍しげに機械を見て、乗りたがる愛子と技師が楽しそうに談笑しているのを妻が忌々しげに見、主人もやや技師に嫉妬する。愛子に運転を教える約束をして技師が帰ろうとすると、タイヤがパンクする。見るとタイヤはカミソリで切られていた。妻は愛子を犯人あつかいしはじめ、「人間の命よりも虫の命の方が大事だという気違いがいる」と嫌味を言った。愛子は、「本物の気違いは、自分で自分のことを変だとは自覚できないんですってね……でも、私はまだ自覚できたわ」と言った。技師が困惑する中、愛子を庇う主人と妻が言い合いになり険悪なムードになった。愛子は農家を出て行く決心をし、技師はタイヤを交換したスプレア機で町まで送ろうとするが、主人が、行くんなら一人で行きなさいと言った。愛子は、「私、まだ自分が変だってことを自覚できるわ、でも、すぐにまた、自覚できなくなりそうよ」と言い残して立ち去って行った。妻は、これで昔どおり静かになったと低く呟く。

## スタッフ
- 作・脚本：安部公房
- 演出：小南武朗
- 音楽：林光
- 撮影：伊藤哲夫
- 制作：本田敬二

## キャスト
- 愛子：市原悦子
- 主人：大坂志郎
- 妻：佐々木すみ江
- 技師：高津住男
- 村人A：田森一郎
- 村人B：末吉敏男
- 役場事務員：菅原澄江
- 村長：五条彰
- 助役：安田稔

ほか